# Cnemaspis alwisi
Espèce
Cnemaspis alwisi est une espèce de geckos de la famille des Gekkonidae.

## Répartition
Cette espèce est endémique de la province du Nord-Ouest au Sri Lanka. Elle se rencontre dans les monts Retigala et Maragala dans le district de Kurunegala.

## Description
Cnemaspis alwisi mesure, queue non comprise, entre 33 et 40 mm.

## Étymologie
Cette espèce est nommée en l'honneur de Lyn De Alwis.

## Publication originale
- Mendis Wickramasinghe & Munindradasa, 2007 : Review of the genus Cnemaspis Strauch, 1887 (Sauria: Gekkonidae) in Sri Lanka with the description of five new species. Zootaxa, n. 1490, p. 1–63.